# Гайлігенберзька вежа

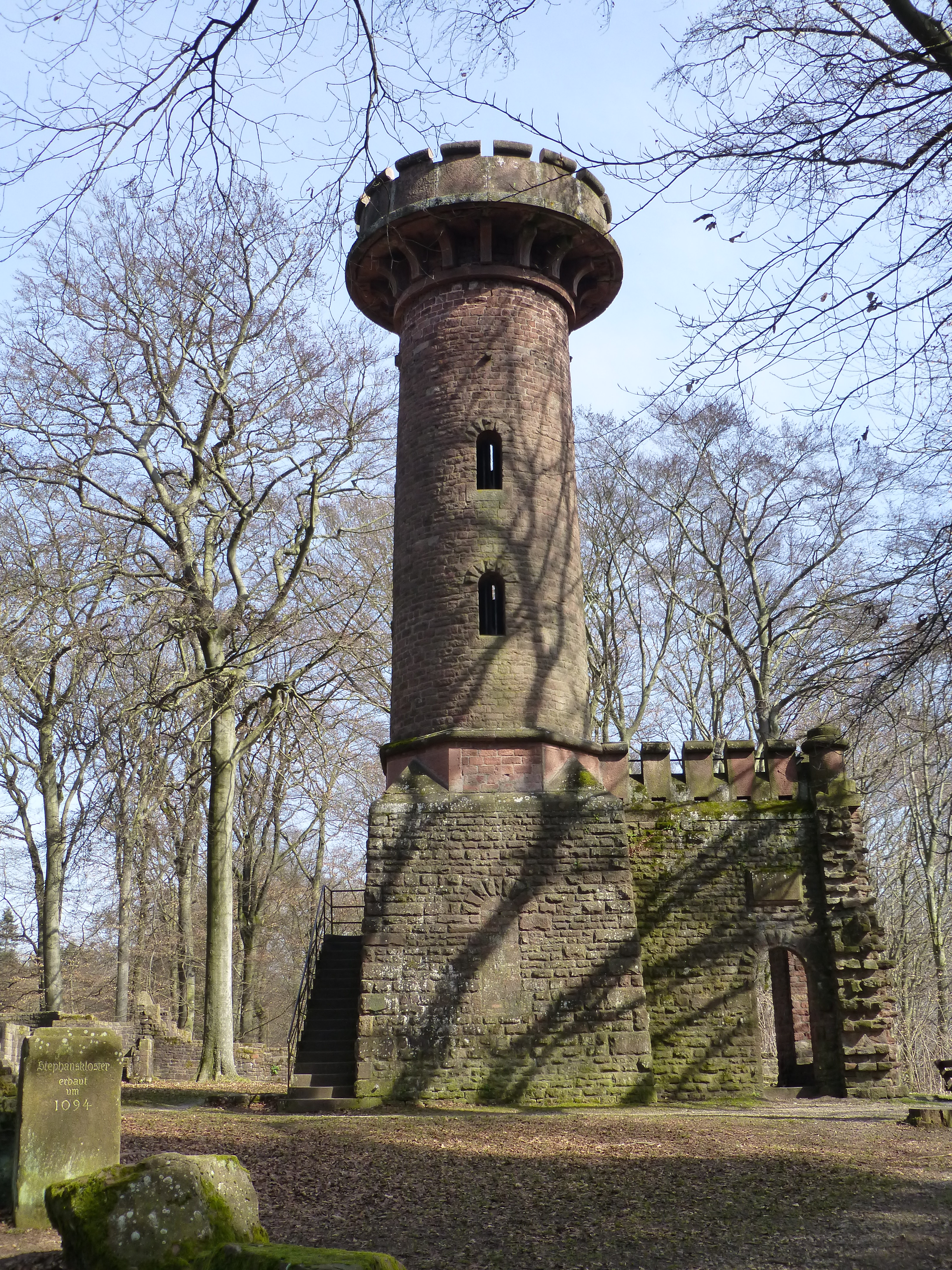
Вид з під'їзної дороги на схід-північний схід у бік вежі Хайлігенберг

Гейлігенберзька вежа (нім. Heiligenbergturm) — оглядова вежа висотою 16,5 м у німецькому місті Гейдельберзі. Знаходиться на віршині Міхельсберг висотою 375,5 м над рівнем мороя, південній підвершині гори Гайлігенберг висотою 439,9 м. Була побудована в 1885 році з каменів колишнього монастиря Святого Стефана, руїни якого знаходяться безпосередньо біля вежі. З вежі відкривається вид на долину Некару і на Старе місто Гейдельберга.

## Історія
Монастир Святого Стефана був заснований на Міхельсберзі в 1094 році. Він поступово розширювався протягом наступних кількох століть, однак у XVI столітті монастир був ліквідований і після цього його будівлі прийшли в занепад. У 1885 році з каменів зруйнованого монастиря була побудована оглядова вежа. На пам'ятній дошці, вбудованій у залишки будівлі поруч із вежею, є напис:
Побудовано 1885 року на місці та з руїн будівлі монастиря Асоціацією благоустрою Нойенгайма та друзями з околиць.

## Опис
Вежа побудована з блоків червоного пісковику. Має квадратну основу висотою близько 4,5 м, на якій стоїть кругла вежа. Основа має східну прибудову з майданчиком на висоті 4,6 м, до якого ведуть кам'яні сходи ззовні вежі. З двох боків майданчик має парапет із кам'яних зубців, схожих на парапет вежі. Від майданчика гвинтові сходи всередині вежі ведуть до оглядового майданчика на верхівці вежі на висоті 15,25 м, з якого відкривається вид на долину Неккару, Кенігштуль, Старе місто Гейдельберга та Гайдельберзький замок.
Гейлігенберзька вежа розташована безпосередньо на головній пішохідній стежці HW7 Оденвальдського клубу.

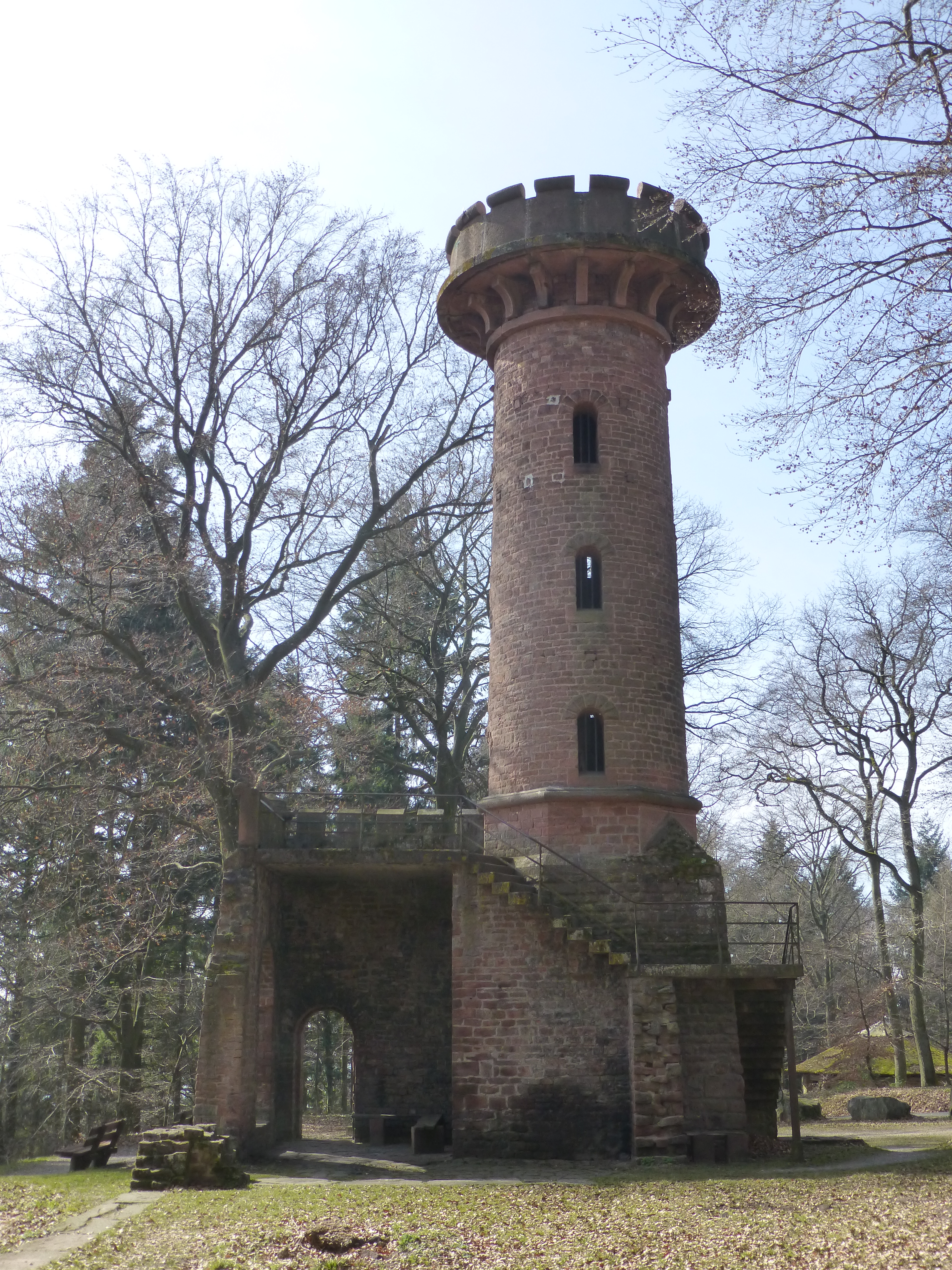
Вид зі східного краю монастиря Святого Стефана на Гейлігенберзьку вежу
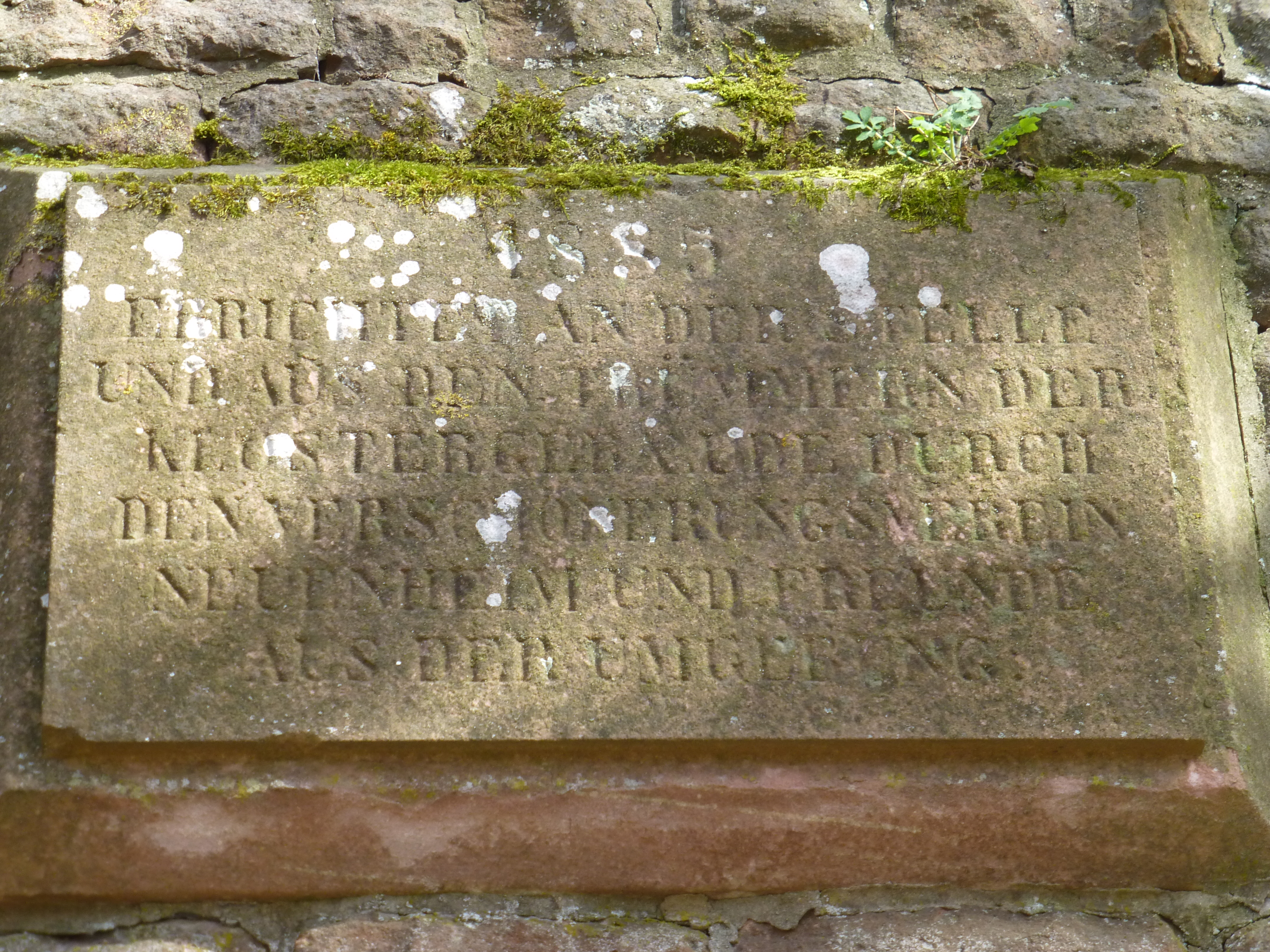
Пам’ятна дошка на честь будівництва Гейлігенберзької вежі
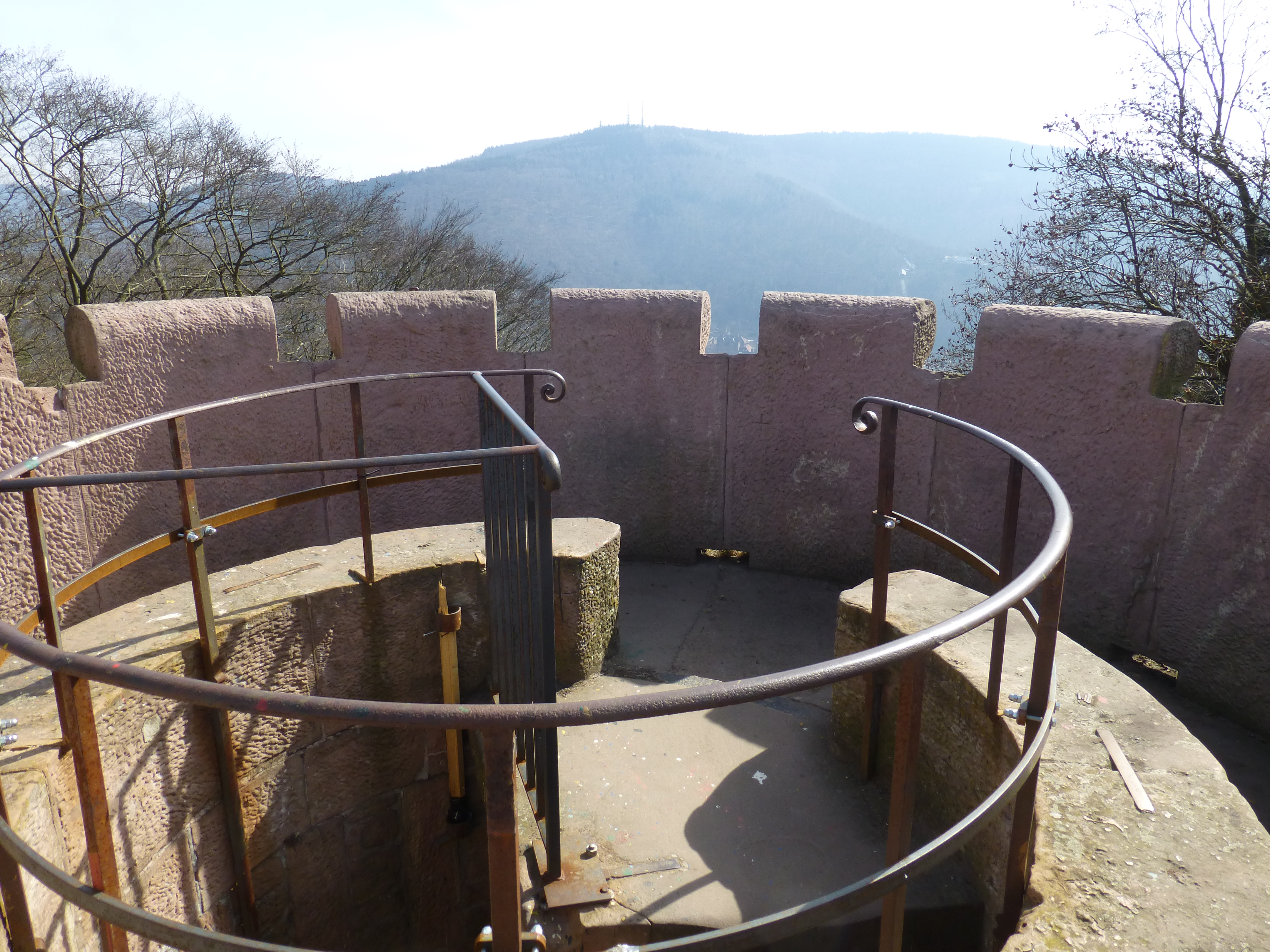
Оглядовий майданчик із видом на південь до Кенігштуль
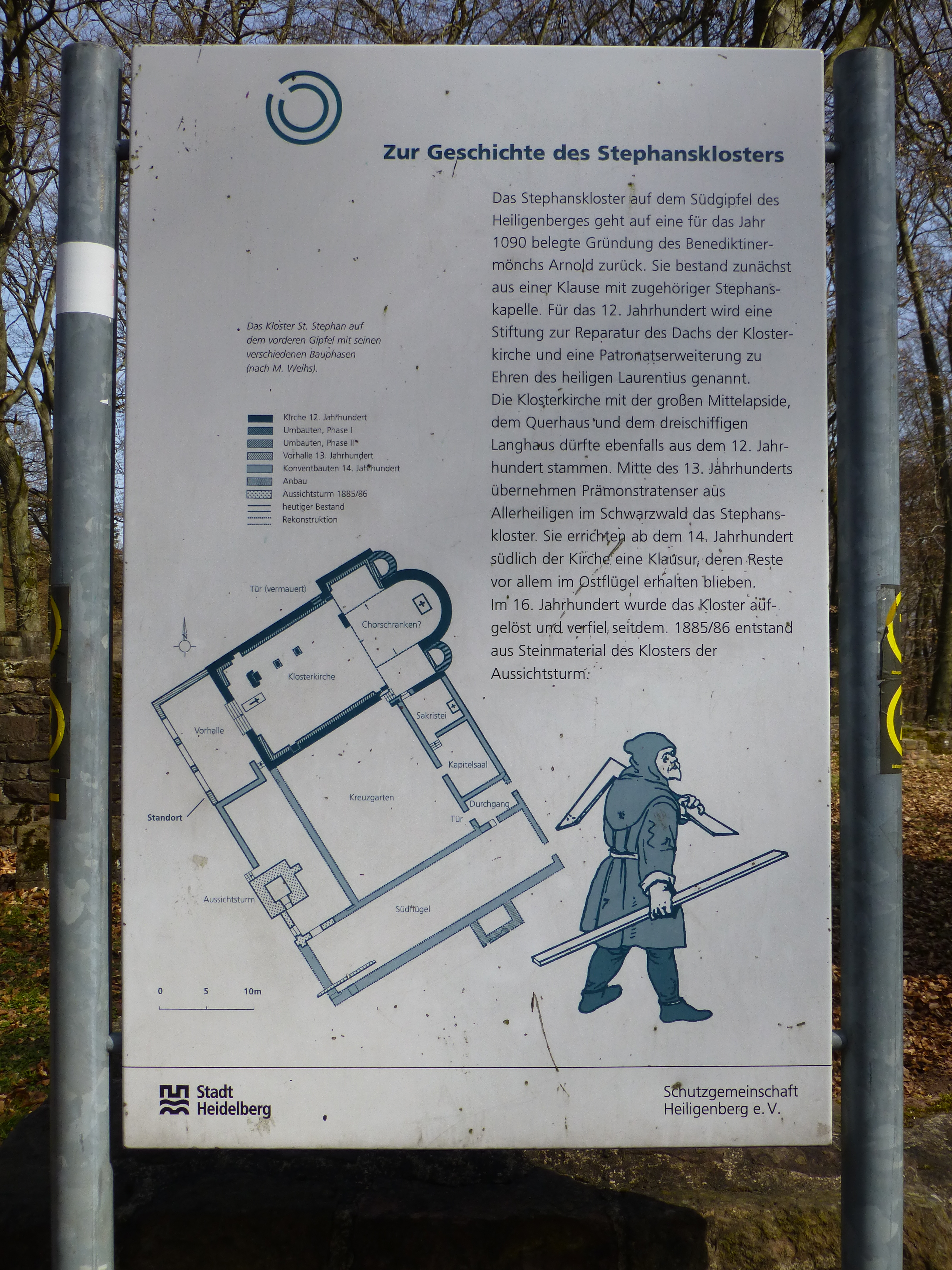
Інформаційна дошка на монастирі Святого Стефана із розташуванням Гейлігенберзької вежі
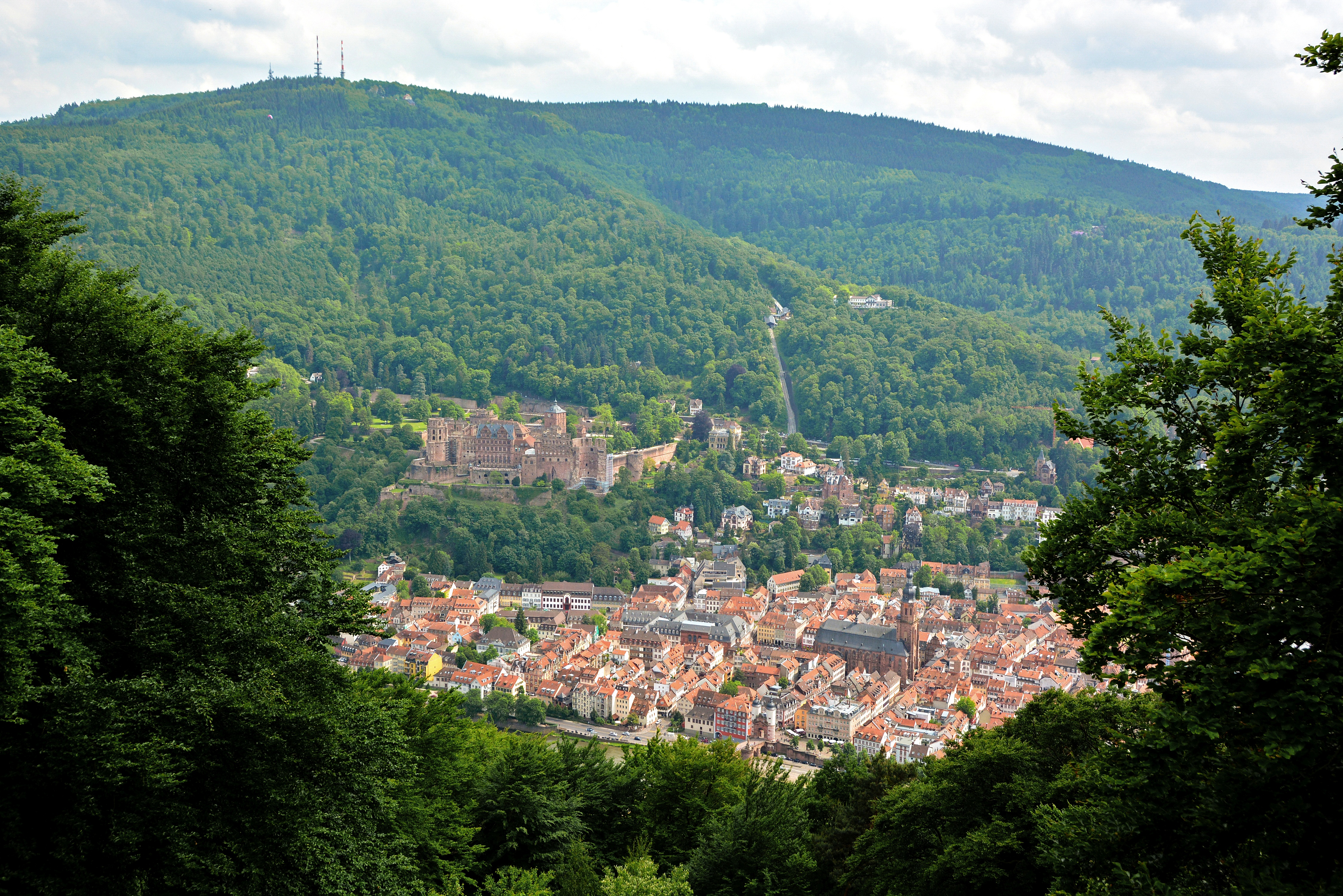
Вид з Гейлігенберзької вежі на старе місто Гейдельберга та Кенігштуль
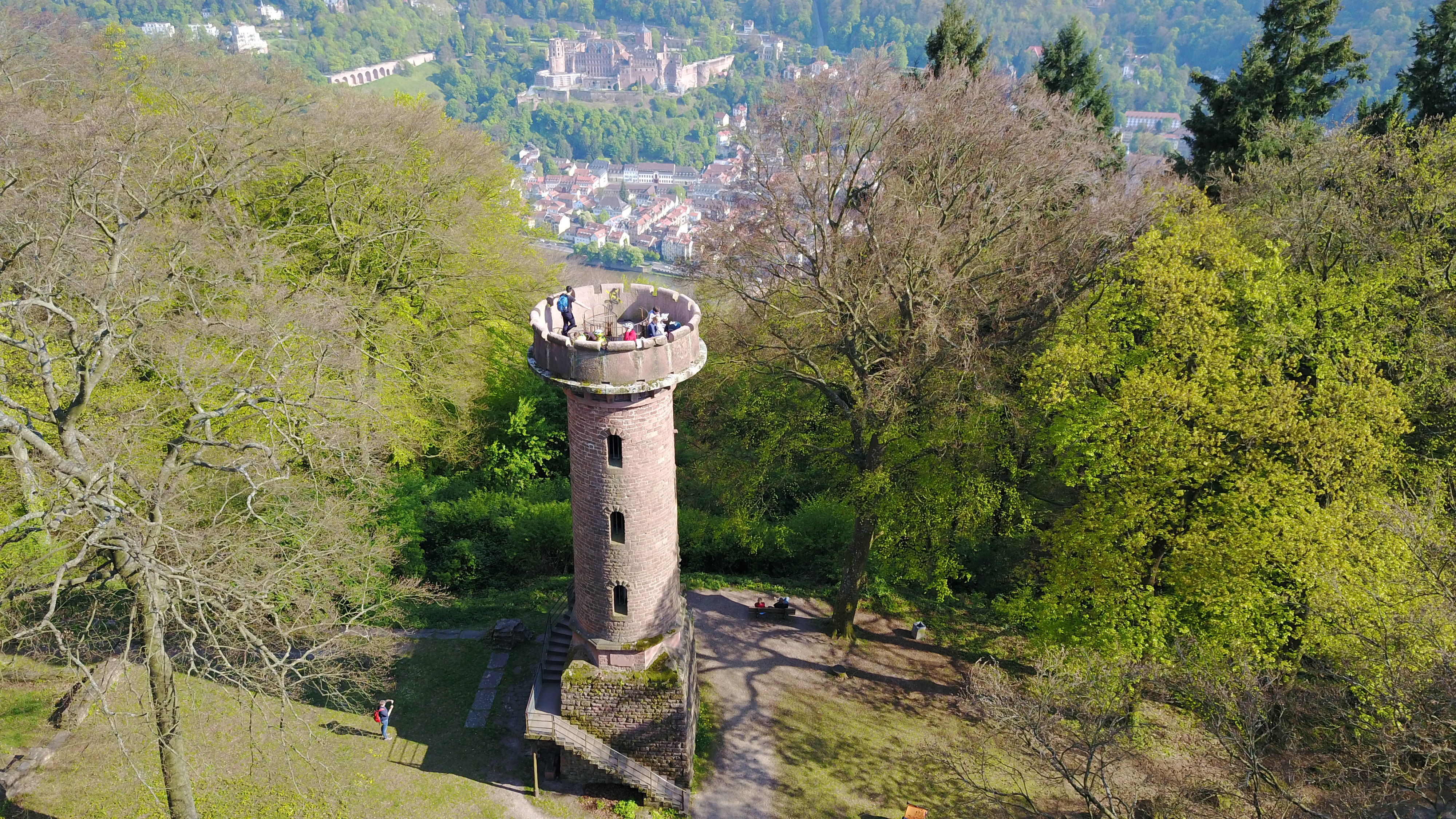
Вид Гейлігенберзької вежі з повітря і Гейдельберзький замок на задньому плані